# 牧野淸人
牧野 淸人（まきの きよと、1862年3月20日（文久2年2月20日） - 1936年（昭和11年）9月2日）は、日本の陸軍軍人。最終階級は陸軍中将。

## 経歴
1862年（文久2年）、備後国東城（現在の広島県庄原市東城町）にて牧野平二の三男として生まれた。
1881年（明治14年）陸軍士官学校（旧6期）に入校後、1883年（明治16年）12月25日に同校を卒業し、同日、工兵少尉に任官し工兵第一大隊付となる。1887年（明治20年）4月27日工兵中尉に昇進し、1888年（明治21年）12月11日近衛工兵中隊付に、1889年（明治22年）5月14日幼年学校生徒隊中隊付に補される。1891年（明治24年）8月6日、工兵大尉に昇進し、近衛工兵中隊長に補される。
1895年（明治28年）10月22日工兵少佐に昇進し、同日付けで台湾兵站監部副官に就任。その後、工兵監部副官、工兵監部員、工兵第八大隊長などを経て、1901年（明治34年）3月13日、工兵中佐に昇進。同年9月26日、陸軍士官学校教官となり、陸軍大学校兵学教官を経て、1904年（明治37年）5月14日、工兵大佐に昇進。1906年（明治39年）11月25日、近衛工兵大隊長に就任した。
1910年（明治43年）11月30日、陸軍少将に進級し基隆要塞司令官に着任。その後、陸地測量部長、東京湾要塞司令官を経て、1915年（大正4年）2月15日、陸軍中将に昇進。
同年8月10日、待命となり、1915年（大正4年）10月15日予備役に、1925年（大正14年）後備役に編入された。1929年（昭和4年）4月1日に退役し、1936年（昭和11年）9月、75歳で死去。

## 栄典
位階
- 1884年（明治17年）2月9日 - 正八位[15]
- 1889年（明治22年）7月15日 - 従七位[16]
- 1892年（明治25年）1月12日 - 正七位[17]
- 1896年（明治29年）4月20日 - 従六位[18]
- 1901年（明治34年）6月10日 - 正六位[19]
- 1904年（明治37年）7月2日 - 従五位[20]
- 1909年（明治42年）10月20日 - 正五位[21]
- 1914年（大正3年）11月10日 - 従四位[22]
- 1915年（大正4年）11月30日 - 正四位[23]

勲章等
- 1895年（明治28年）
  - 11月18日 - 明治二十七八年従軍記章[24]
  - 12月27日 - 功五級金鵄勲章・勲六等瑞宝章[25]
- 1901年（明治34年）11月30日 - 勲五等瑞宝章[26]
- 1901年（明治38年）5月30日 - 勲四等瑞宝章[27]
- 1906年（明治39年）4月1日 - 功四級金鵄勲章・勲三等旭日中綬章・明治三十七八年従軍記章[28]
- 1915年（大正4年）
  - 3月29日 - 勲二等瑞宝章[29]
  - 11月10日 - 大礼記念章[30]

外国勲章佩用允許
- 1905年（明治38年）11月27日 - 大韓帝国：勲二等八卦章[31]
- 1907年（明治40年）4月8日 - 大清帝国：二等第二双龍宝星[32]

## 参考資料
- 福川秀樹『日本陸軍将官辞典』芙蓉書房出版、2001年。ISBN 9784829502730。
- 外山操 編『陸海軍将官人事総覧 陸軍篇』芙蓉書房、1981年。ISBN 9784829500026。

| 軍職            | 軍職                                                  | 軍職            |
| --------------- | ----------------------------------------------------- | --------------- |
| 先代 江藤鋪     | 基隆要塞司令官 第6代：1910年11月30日 - 1912年12月26日 | 次代 高瀬清二郎 |
| 先代 大久保徳明 | 陸地測量部長 第5代：1912年12月26日 - 1914年6月2日     | 次代 伊部直光   |
| 先代 落合豊三郎 | 東京湾要塞司令官 第16代：1914年6月2日 - 1916年8月10日 | 次代 宇宿行輔   |